# Star fără voie
Star fără voie (titlul original: în germană Star mit fremden Federn) este un film de comedie de situații est-german, realizat în 1955 de regizorul Harald Mannl, protagoniști fiind actorii Werner Peters, Sonja Sutter, Christina Huth și Friedel Rostock.

## Rezumat
O asemănare izbitoare între frizerul Franz Blume și celebrul actor Günther Kolmin duce la o ciudată confuzie în timpul unei vacanțe în Feuerstein. Încercările inițial timide ale lui Blume de a se apăra sunt nereușite. Se crede că vedeta vrea să rămână incognito. Și în curând coaforului îi place rolul adoratului, mai ales că domnișoara Petri nu este niciodată leșinată când îl vede. Când adevăratul Kolmin ajunge în sfârșit la fața locului, jena este aproape insuportabilă. În cele din urmă, Blume este fericit că este din nou el însuși și se întoarce cu remușcări acasă la logodnica sa.

## Distribuție
- Werner Peters – Franz Blume/Günther Kolmin
- Sonja Sutter – Isolde Sturm
- Christina Huth – Gisela Petri
- Friedel Rostock – Dore Holberg
- Horst Naumann – Pianist Kurt Seidel
- Robert Trösch – Regisseur Kessel
- Maly Delschaft – Frau Mosbach
- Gustav Trombke – Geschäftsführer Frey
- Otto Krone – Oberkellner Busske
- Karen Fredersdorf – Frau Sturm
- Jochen Thomas – Brigadier Köhler
- Maximilian Larsen – Holzfäller Paul
- Martin Angermann – Holzfäller Karl
- Rudolf Ulrich – Holzfäller Gustav
- Wilhelm Otto Eckhardt – Heimleiter Sommer
- Brigitte Rabald – Schlagersängerin
- Dorothea Thiesing – Frau Hermanns
- Kurt Rackelmann – Empfangschef
- Horst Friedrich – Produktionsleiter Richter
- Arthur W. Neubert – Sport-Reporter
- Hanna Rieger – Kruse
- Christa von Arvedi – Fräulein Wegener
- Marion van de Kamp – Sekretärin